# 大恩寺 (豊川市)
大恩寺（だいおんじ）は、愛知県豊川市御津町御津山山麓にある浄土宗の寺院。山号は御津山。院号は浄土真院。本尊は阿弥陀如来。

## 歴史
創建年代については不明であるが、百済の僧慧灌によって新宮山（豊川市御津町広石新宮山）に創建された浄土院に始まるという。
室町時代にはいり1477年（文明9年）松平氏宗家第四代松平親忠の開基、増上寺開山聖聡の弟子で弘経寺（茨城県常総市豊岡町）2世だった了暁（りょうぎょう）慶善の開山により新宮山に中興されて浄土宗に改められた。また、寺号は新宮山大運寺と改められた。
その後松平親忠により現在地の御津山に移され、1493年（明応2年）には紫衣の着用が許された。
開山の了暁からは、松平親忠の第四子存牛（浄土宗総本山知恩院25世）や、徳川将軍家菩提寺大樹寺（愛知県岡崎市鴨田町）を開山した愚底（知恩院23世、弘経寺での了暁の門弟）、珠琳（知恩院22世）、訓公（知恩院24世）などが学んだ。
松平氏や、牛久保城（豊川市牛久保町）城主三河牧野氏の帰依を得、松平氏に大恩があったとし、徳川家康の父松平広忠により、大恩寺と改称された。
江戸時代には江戸幕府から朱印状が与えられ、寺周辺の宝飯郡広石村103石1斗4升4合が寺領であった。
寛文12年(1672年)、牧野忠成の娘を正室とした第四代大垣藩主戸田氏信により山門の寄進を受ける。

## 文化財

### 重要文化財
- 絹本著色王宮曼荼羅図[3]
  - 2005年、国の重要文化財であるこの仏画を盗もうとした韓国籍の男4人が、それを発見し阻止しようとした住職の息子の腹をナイフで刺し重傷を負わせる事件が発生した。犯人の1人は2008年に韓国にて逮捕され[4]、強盗致傷容疑で指名手配されていた残りの1人も2014年に韓国で身柄を確保されたのち逮捕された[5]。

### 愛知県指定文化財

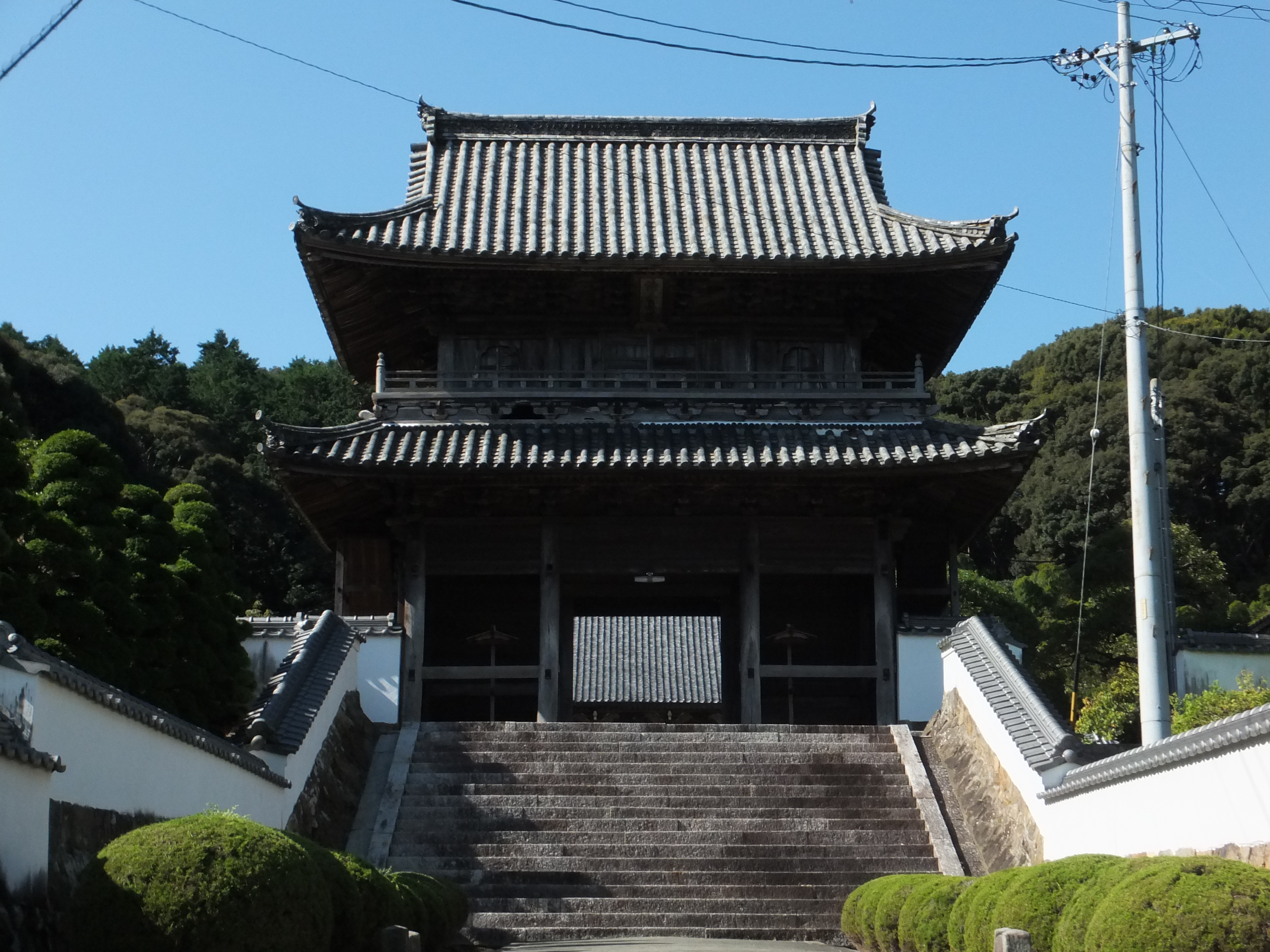
大恩寺山門

- 山門（1672年建立[6]）
- 蓮の図
- 阿弥陀廿五菩薩来迎図
- 木造阿弥陀如来坐像

### 焼失した重要文化財
- 念仏堂 - 天文22年（1553年）の建立で、国の重要文化財に指定されていたが、1994年に焼失した[7]。